# Barbara Mensing
Barbara Mensing (también conocida pore su nombre de casada Barbara Kegelmann; Herten, 23 de septiembre de 1960) es una deportista alemana que compitió en tiro con arco, en la modalidad de arco recurvo.
Participó en dos Juegos Olímpicos de Verano, obteniendo dos medallas en la prueba por equipo, plata en Atlanta 1996 y bronce en Sídney 2000, ambas haciendo equipo con Cornelia Pfohl y Sandra Wagner-Sachse.
Ganó una medalla en el Campeonato Mundial de Tiro con Arco al Aire Libre de 1995, tres medallas en el Campeonato Europeo de Tiro con Arco al Aire Libre, en los años 1994 y 2000, y tres medallas en el Campeonato Europeo de Tiro con Arco en Sala, en los años 1996 y 1998.

## Palmarés internacional
| Juegos Olímpicos                 | Juegos Olímpicos          | Juegos Olímpicos  | Juegos Olímpicos |
| Año                              | Lugar                     | Medalla           | Prueba           |
| -------------------------------- | ------------------------- | ----------------- | ---------------- |
| 1996                             | Atlanta (Estados Unidos)  | Medalla de plata  | Equipo           |
| 2000                             | Sídney (Australia)        | Medalla de bronce | Equipo           |
| Campeonato Mundial al Aire Libre |                           |                   |                  |
| Año                              | Lugar                     | Medalla           | Prueba           |
| 1995                             | Yakarta (Indonesia)       | Medalla de plata  | Individual       |
| Campeonato Europeo al Aire Libre |                           |                   |                  |
| Año                              | Lugar                     | Medalla           | Prueba           |
| 1994                             | Nymburk (República Checa) | Medalla de plata  | Individual       |
| 1994                             | Nymburk (República Checa) | Medalla de plata  | Equipo           |
| 2000                             | Antalya (Turquía)         | Medalla de plata  | Equipo           |
| Campeonato Europeo en Sala       |                           |                   |                  |
| Año                              | Lugar                     | Medalla           | Prueba           |
| 1996                             | Mol (Bélgica)             | Medalla de oro    | Equipo           |
| 1996                             | Mol (Bélgica)             | Medalla de bronce | Individual       |
| 1998                             | Oldenburgo (Alemania)     | Medalla de bronce | Equipo           |